# 鈴木エドワード
鈴木 エドワード（すずき エドワード、エドワード鈴木とも、1947年9月18日 - 2019年9月15日）は、日本の建築家で鈴木エドワード建築設計事務所・代表を務めた。アーバンデザイン建築学修士、一級建築士。埼玉県狭山市出身。「鈴木 エドワード」は本名。妻はイーオクト代表取締役の高橋百合子。

## 略歴
- 8歳から18歳までセント・メリーズ・インターナショナル・スクールに学ぶ[2]。
- 1971年 - ノートルダム大学卒業。（建築学士）
- 1974年 - バックミンスター・フラー&サダオ/イサム・ノグチ スタジオ在籍。
- 1975年 - ハーバード大学大学院修了。（アーバンデザイン建築学修士）
- 1975年 - 丹下健三都市建築設計事務所在籍。
- 1976年 - 丹下健三都市建築設計事務所から独立。
- 1977年 - 鈴木エドワード建築設計事務所設立。
- 1995年 - 客員教授 ロードアイランド・スクール・オヴ・デザイン客員クリティックGSD、ハーバード大学
- 2019年 - 脳卒中により71歳で死去[1]。

## 趣味
38歳のときからトライアスロンに挑戦している。

## 主な作品
- 警視庁渋谷警察署宇田川町派出所（東京都渋谷区、1985）
- オンワード代官山ビル（東京都渋谷区、1986）
- 静岡ガス清水支店・SGEE PORT（静岡県清水市、1988）
- ジュールA（東京都港区、1990）
- JR東日本 赤湯駅舎（山形県南陽市、1993）
- 日本点字図書館（東京都新宿区、1996）
- JR東日本 大曲駅舎（秋田県大曲市、1997）
- 日本点字図書館 別館（東京都新宿区、1998）
- JR東日本 さいたま新都心駅（埼玉県、2000）
- 世田谷区立 野沢高齢者在宅サービスセンター（東京都世田谷区、2000）
- 東関東自動車道酒々井PA（上下線）休憩施設・売店（千葉県印旛郡酒々井町、2002）
- JR東日本 東京駅構内 銀の鈴待合い広場（東京都千代田区、2002）
- 神のデザイン哲学 GOoD DESIGＮ(小学館、2013)
- 作新学院高等学校 アカデミア・ラボ（栃木県宇都宮市、2017）
- GOoD DESIGN Philosophy (英語版、小学館、2017)

など。

## 主な受賞
- 1985年 第10回 軽金属協会建築賞・商空間デザイン賞 - 上野松坂屋
- 1993年 やまがた景観デザイン賞 同友会賞 - JR東日本 赤湯駅
- 1994年 鉄道建築協会賞 第22回業績部門奨励賞 - JR東日本 赤湯駅
- 1995年 通産省 グッドデザイン賞 - JR東日本 赤湯駅
- 1998年 第6回公共建築賞 優秀賞 - JR東日本 赤湯駅
- 1998年 通産省 グッドデザイン賞 - JR東日本 大曲駅
- 2000年 通産省 グッドデザイン賞 - JR東日本 さいたま新都心駅
- 2000年 （社）日本商環境設計家協会・JCDデザイン賞・奨励賞 - JR東日本 さいたま新都心駅
- 2001年 彩の国さいたま景観賞 - JR東日本 さいたま新都心駅
- 2001年 （社）東京都建築士事務所協会 東京建築賞 優秀賞 - JR東日本 さいたま新都心駅
- 2002年 埼玉県 20世紀景観賞 - JR東日本 さいたま新都心駅
- 2003年 通産省　グッドデザイン賞 - EDDI'S HOUSE（ダイワハウスと共同開発）

## CM出演
- 資生堂・パラディム（男性用化粧品、1985年、三枝成章や釜本邦茂らと共に出演　群像篇）
- 日産自動車・セドリック Y31型（1987年、新発売当初）

（音楽家の坂本龍一、ファッションデザイナーの菊池武夫と共にCM出演）
- パナソニック OA機器（1989年 - 1991年）